# Skálanesfjall
Skálanesfjall är ett berg i republiken Island. Det ligger i regionen Västfjordarna, 160 km norr om huvudstaden Reykjavík. Toppen på Skálanesfjall är 384 meter över havet. 
Närmaste större samhälle är Reykhólar, omkring 16 kilometer sydost om Skálanesfjall.